# L'amore rubato (film)
L'amore rubato è un film drammatico del 2016 diretto da Irish Braschi, liberamente tratto dall'omonima raccolta di racconti di Dacia Maraini.

## Trama
Cinque donne diverse tra loro, per età ed estrazione sociale, ma che hanno in comune esperienze di un amore possessivo, morboso, che sfocia improvvisamente in varie forme di violenza.
Marina crede che l'amore coincide con il dover rispettare le ferree regole imposte da un marito violento, la cui violenza si trasmette morbosamente anche al piccolo figlio della coppia.
Angela è un'insegnante cinquantenne single ormai da troppo tempo che finisce facilmente sotto le attenzioni di un uomo maniacalmente geloso.
Francesca è una liceale innamorata dell'amore che si fa ingenuamente adescare da un branco spietato di compagni di classe, che poi la ricatta e voleva andare mai più a scuola, ma il padre l'ha mette in punizione per dire che non vuole andare a scuola e la costringe severamente.
Alessandra è una giovane di umili condizioni che vive nei palazzoni della periferia romana insieme alla nonna ed al fratello più piccolo, e cerca di sbarcare il lunario della sua famiglia facendo le pulizie in una piscina.
Anna è una giovane donna che insegue strenuamente il sogno della sua vita, diventare un'attrice di teatro.
Ma i loro giorni felici stanno per esaurirsi: Alessandra subirà una violenza da parte del suo datore di lavoro, mentre Anna, precipitata in un vortice di 'tossicodipendenza amorosa' fatta di scatti d'ira e pestaggi da parte del compagno, la rockstar Il Moro, cui presta il volto Francesco Montanari, vedrà lentamente spegnersi i suoi sogni e il suo futuro. Angela sarà invece la vittima della gelosia e dell'ignoranza di Gesuino.

## Distribuzione
Il film è uscito nelle sale il 29 novembre 2016.
Il film, prodotto in collaborazione con Rai Cinema, è stato presentato in occasione della Giornata Internazionale per l'eliminazione della violenza di genere, che ricorre il 25 novembre.
Il film è stato trasmesso in prima visione assoluta TV su Rai Due Mercoledì 22 Novembre 2017 in seconda serata, raccogliendo 455.000 spettatori con il 3.6% di share.